# Yosuke Saito
Yosuke Saito (født 7. april 1988) er en tidligere japansk fodboldspiller.
Han har spillet for flere forskellige klubber i sin karriere, herunder Yokohama F. Marinos.